# Vas Judit
Vas Judit (Vas Jánosné) (Munk) (Budapest, 1932. február 2. – Budapest, 1971. február 1.) Balázs Béla-díjas (1970) magyar filmrendező, pszichológus.

## Életpályája
Munk Jenő és Frim Mária gyermekeként született. Középiskolai tanulmányait az 1942/1943. tanévben a Pesti Izraelita Hitközség Leánygimnáziumában végezte. 1954-ben végzett a Színház- és Filmművészeti Főiskolában. 1957–1960 között a Magyar Rádió és Televízió számára készített műsorokat. 1966-ban végzett ELTE pszichológia szakán. 1967-ben Kanadában utazott. Selye Jánosról is készített filmet 1971-ben.
Sírja a Farkasréti temetőben található.

## Filmjei
- Ki bírja tovább (1961)
- Mélyművelés (1963)
- Érettségi után (1966)
- Vasarely (1969)
- Pszichológiai kísérletek csimpánzzal (1966)
- Ki a barátod? (1967)
- Mert fél tőle (1968)
- Módszerek (1968)
- Aréna (1969)
- Befejezetlenül (1970)
- Süss fel, nap! (1970)
- Fiatalok klubja